# Comcast
A Comcast Corporation (anteriormente conhecida como American Cable Systems e Comcast Holdings), é um grupo empresarial de telecomunicações americano com sede na Filadélfia, Pensilvânia. É a segunda maior companhia de radiodifusão e TV a Cabo do mundo em termos de lucro (atrás apenas da AT&T), a maior fornecedora de acesso a internet e a terceira maior companhia de telefone dos Estados Unidos. A Comcast fornece seus serviços a residências e empresas americanas em 40 estados mais Washington, D.C.. Como dona da NBCUniversal desde 2011, a Comcast se tornou produtora de longa-metragens e programas de TV.
A empresa também é dona e opera a Xfinity, Comcast Business, Xfinity Mobile (OMV da Verizon), os canais abertos e fechados da NBC (Telemundo, TeleXitos, COZI, MSNBC, CNBC, USA Network, Syfy, NBCSN, Oxygen, Bravo e E!), o estúdio de filmes Universal Studios, o serviço de streaming Peacock, os estúdios de animação DreamWorks Animation, Illumination Entertainment e Universal Animation Studios e o conjunto de parques de diversões da Universal Parks & Resorts. A Comcast também possui uma boa parte das empresas thePlatform e da Sky Group, se tornando a maior companhia de mídia com mais de 53 milhões de consumidores nos EUA e na Europa.
Muitas críticas já foram direcionadas à empresa. Segundo uma pesquisa divulgada em 2010, a satisfação dos consumidores da Comcast era a menor dos EUA. Em adição a isso, a empresa tem registros de violação da neutralidade da rede apesar de diversas ações contra a mesma. Críticos também apontam a falta de competitividade na maioria da áreas que os serviços da Comcast estão disponíveis. Além de tudo isso, dado o poder que a Comcast tem sobre as negociações em o que diz respeito a internet e seus provedores, existe uma suspeita de que a empresa influencie ilegalmente contratos de peering. Todos esses problemas leveram a Comcast a ser eleita a "Pior empresa dos EUA" em 2010 e 2014 pelo site The Consumerist.

## Visão Geral

### Lideranças
A Comcast é descrita como uma empresa familiar. Brian L. Roberts, presidente e CEO da empresa, é o filho do fundador Ralph J. Roberts. Roberts é o dono e/ou controla 1% de todas as ações da Comcast, exceto as da "superclasse B", o que dá a ele um "controle total de 33% da empresa" segundo especialistas. Em 2010, Brian foi considerado um dos executivos mais bem pagos dos Estados Unidos com uma compensação de aproximadamente 31 milhões de dólares.

#### Conselho Administrativo
Informações retiradas no dia 27 de Janeiro de 2021.
- Brian L. Roberts - Diretor e CEO da Comcast
- Kenneth J. Bacon - Ex-Executivo da Fannie Mae
- Madeline S. Bell - Presidente e CEO do Children's Hospital de Filadélfia
- Naomi M. Bergman - Executiva Sênior da Advance Publications
- Edward D. Breen - CEO da DuPont
- Gerald Hassell - Ex-CEO da BNY Mellon
- Jeffrey Honickman - CEO da Pepsi Co. (não único)
- Maritza Montiel - Ex-CEO da Deloitte
- Asuka Nakahara - Ex-CFO da Trammell Crow
- David C. Novak - Ex-CEO da Yum! Brands

### Escritórios
O centro de operações da Comcast está localizado na Filadélfia, cidade do estado da Pensilvânia. A companhia também tem escritórios em Atlanta, Detroit, Denver, Manchester (Nova Hampshire) e Nova Iorque. No dia 3 de Janeiro de 2005, a Comcast anunciou que se tornaria a inquilina do Comcast Center localizado em downtown Filadélfia. O arranha-céu de 297m é o segundo maior prédio de toda Pensilvânia. Em 2018, um segundo prédio foi adicionado ao "complexo". Chamado de Comcast Technology Center, o maior arranha-céu de Pensilvânia tem 342 metros. Em 2019, a companhia tinha 184 mil empregados.

### Relações Humanas
A empresa é muito criticada pela mídia e por seus funcionários por suas políticas "atrasadas" e seu tratamento em relação aos empregados. Em 2012, um post anônimo intitulado "Eu trabalho para a Comcast e isso está acabando com a minha vida" no fórum Reddit recebeu a atenção de usuários e do jornal HuffPost. Já em 2014, um série investigativa conduzida pelo The Verge, entrevistou aproximadamente 150 funcionários que disseram que a Comcast é "obcecada por vendas e não está nem aí para seus consumidores", "os funcionários são mal-treinados" e o "suporte técnico sofre com a falta de especialistas".
A empresa também recebeu a má reputação de ser contra qualquer tipo de união entre seus empregados e qualquer tipo de sindicato. Segundo um dos antigos manuais de treinamento da Comcast, "a empresa não acha que qualquer sindicato representa o melhor interesse de seus executivos, funcionários e consumidores". Em 2004, no auge de sua disputa contra a Communications Workers of America (sindicato que representava funcionários da Comcast em Oregon), várias alegações de intimidação e punições disciplinares foram noticiadas pela imprensa. Em 2011, a Comcast foi duramente criticada pela Writers Guild of America devido a suas políticas em relação a sindicatos.
Apesar de todas as críticas, a companhia aparece em múltiplas listas sobre "melhores lugares para se trabalhar", como a da CableFAX, Philadelphia Business Journal, The Boston Globe (em 2009), Black Enterprise e The Washington Post. A Human Rights Campaign listou a Comcast como um dos melhores lugares para membros da comunidade LGBT trabalharem.

### Performance Financeira
O valor contábil da empresa praticamente dobrou em 10 anos. Uma ação em 1999 tinha o valor de $8.19, já em 2009, o valor de apenas uma ação era de $15. A receita cresceu mais de seis vezes no mesmo período, indo de $6bi para $36bi. Já o lucro líquido da Comcast cresceu de 4.2% para 8.4%. No primeiro quarto de 2012, o lucro da companhia cresceu em mais de 30% devido a melhora em seus serviços de internet. Em 2020, a Comcast foi rankeada a 28ª empresa com maior receita nos EUA pela lista Fortune 500. Em 2022, a empresa manteve a 28ª posição no ranking da Fortune.
| Ano  | Receita em mil. USD$ | Receita Líquida em mil. USD$ | Ativos Totais em mil. USD$ | Funcionários |
| ---- | -------------------- | ---------------------------- | -------------------------- | ------------ |
| 2006 | 24,966               | 2,533                        | 110,405                    | 90,000       |
| 2007 | 31,060               | 2,587                        | 113,417                    | 100,000      |
| 2008 | 34,423               | 2,547                        | 113,017                    | 100,000      |
| 2009 | 35,756               | 3,638                        | 112,733                    | 107,000      |
| 2010 | 37,937               | 3,635                        | 118,534                    | 102,000      |
| 2011 | 55,842               | 4,160                        | 157,818                    | 126,000      |
| 2012 | 62,570               | 6,203                        | 164,971                    | 129,000      |
| 2013 | 64,657               | 6,816                        | 158,813                    | 136,000      |
| 2014 | 68,775               | 8,380                        | 159,186                    | 139,000      |
| 2015 | 74,510               | 8,163                        | 166,574                    | 153,000      |
| 2016 | 80,403               | 8,695                        | 180,500                    | 159,000      |
| 2017 | 85,029               | 22,714                       | 186,949                    | 164,000      |
| 2018 | 94,507               | 11,731                       | 251,684                    | 184,000      |
| 2019 | 108,942              | 13,057                       | 263,414                    | 190,000      |

### Influência política eLobbying
Com um gasto de aproximadamente $18.8mi, a Comcast tem a sétima maior despesa em lobbying nos EUA. Segundo o The New York Times, a empresa contrata múltiplos ex-congressistas como lobbyists. A NCTA (National Cable & Telecommunications Association) também possui membros da Comcast em seu conselho administrativo e representa outras empresas de TV a Cabo a tornando a quinta maior organização de lobbying no país.
Em 2008 e 2012, a Comcast foi uma das maiores apoiadoras da corrida presidencial de Barack Obama. O vice-presidente da empresa, David L. Cohen, doou mais de 2 milhões de dólares para a campanha. Cohen já foi descrito por muitos como uma das figuras mais influentes no governo americano, mesmo não sendo oficialmente registrado como um lobbyist. A Comcast também possui um dos maiores PACs (Political Action Committee - Comitê de Ação Política) do país atualmente chamado de Comcast Corporation and NBCUniversal Political Action Committee. O comitê já doou mais de $3.7mi de 2011 a 2012 para ajudar na campanha de vários candidatos ao Governo dos Estados Unidos.
A empresa também é uma das maiores contribuidoras do Stop Online Piracy Act e do PROTECT IP Act, já gastando inclusive aproximadamente 5 milhões de dólares para que as leis fossem aprovadas.
Além disso, a Comcast apoia lobbying e PACs de nível regional. Organizações como a Tennessee Cable Telecommunications Association e a Broadband Communications Association of Washington PAC são os principais exemplos.
De acordo com o grupo de jornalismo investigativo Documented, em 2020 a Comcast doou $200,000 para o Rule of Law Defense Fund, fundo utilizado pela Associação de Procuradores Gerais Republicanos para organizar a Save America March que acabou resultando na Invasão do Capitólio.

### Filantropia
A Comcast oferece internet e outros serviços à baixo custo para escolas cadastradas no E-Rate (programa governamental com o objetivo de ajudar escolas de baixa renda).
Em 2013, críticos notaram que a maioria dos apoiadores da Comcast em suas negociações receberam doações da Comcast Foundation.

## História

### American Cable Systems
Em 1963, Ralph J. Roberts, Daniel Aaron e Julian A. Brodsky compraram a American Cable Systems, uma empresa derivada da Jerrold Electronics, por 500 mil dólares. No início, a American Cable era uma pequena fornecedora de TV a Cabo da região de Tupelo, Mississippi com apenas cinco canais disponíveis e 12 mil consumidores. Em 1965, a ACS comprou a Storecast Corporation of America e posteriormente uma franquia da Musak.

### Comcast

Logo da Comcast utlizado de 1969 a 1999

A companhia foi reincorporada em 1969 na Pensilvânia sob o nome de Comcast Corporation. Sua primeira oferta pública inicial ocorreu em Junho de 1972 com uma capitalização de mercado de $3mi. Em 1977, a HBO foi lançada em primeira mão em sistemas Comcast, sendo que os 20 mil consumidores da Pensilvânia ganharam uma amostra grátis do serviço do canal nas cinco primeiras noites de exibição. Ao menos 15% dos mesmos se inscreveram para o serviço pago. Em 1986, a Comcast adquiriu 26% da Westinghouse Broadcasting, expandindo ainda mais sua área de atuação e elevando seu número de consumidores para 1 milhão de pessoas. Já em 1988, a empresa comprou 50% das ações da SCI Holdings em uma negociação conjunta com a Tele-Communications Inc. (antiga companhia de TV a Cabo dos EUA). Ainda em 1988, a Comcast comprou a American Cellular Network Corporation por 230 milhões de dólares, se tornando oficialmente uma operadora de telefonia móvel.

### Aumentando a quota de mercado (1990-2000)
Em Fevereiro de 1990, Brian L. Roberts, filho do fundador Ralph Roberts, sucedeu seu pai como presidente da Comcast. Dois anos depois, a divisão de telefonia da empresa, Comcast Cellular, comprou um controle acionário da Metromedia para controlar a Metrophone na área da Filadélfia. Já em 1994, a companhia passou a ter 50% das ações da extinta Garden State Cable que possuía mais de 195 mil consumidores. No mesmo ano, a Comcast se tornou a terceira maior operadora a cabo dos EUA servindo aproximadamente 3,5 milhões de pessoas após a compra da divisão americana da operadora canadense Maclean-Hunter por mais de $1bi. No ano seguinte, a Comcast atingiu a marca de 4,3 milhões de consumidores após a compra das ações da E. W. Scripps Company, outra operadora a cabo.
A empresa começou a oferecer o serviço de internet a partir de 1996, fazendo a sua parte no lançamento da @Home Network. Ainda em 1996, a Comcast criou a Comcast Spectacor, uma divisão da empresa que em poucos anos se tornou a dona do Philadelphia Flyers da NHL. Em 1997, a Microsoft investiu 1 bilhão de dólares na Comcast e a companhia lançou seu serviço de TV digital dias após o anúncio do investimento. No mesmo ano, em parceria com a Disney, a Comcast adquiriu 50,1% do controle acionário do E! Entertainment. Em 1997, era estimado que a empresa possuia consumidores em Filadélfia, Detroit, Baltimore, Orange County, Califórnia, Sarasota e Union, Nova Jérsei.
No mesmo ano a Comcast adquiriu a Jones Intercable e uma parte das ações da Prime Communications, agregando mais 1,5 milhões de consumidores à sua lista. Em 1998, a companhia vendeu sua divisão britânica para a NTL Incorporated por aproximadamente 600 milhões de dólares e mais 397 de dívida. No ano seguinte, a venda foi da Comcast Cellular para a AT&T (sob o antigo nome de SBC Communications), livrando a Comcast de mais de 1,27 bilhões de dólares em dívidas. Ainda em 1999, a Comcast comprou a Cablevision que operava na região da Filádelfia e lançou a Comcast University (Universidade Comcast) e o Comcast Interactive Capital Group (Grupo Interativo de Capital da Comcast).
Já em Novembro de 1999, a Comcast comprou a Lenfest Communications, Inc., uma das maiores operadoras a cabo da época e que tinha base na Filadélfia. Essa compra consolidou o controle total da Comcast sobre a área da Filadélfia e garantiu a adição de mais de 1,3 milhões de consumidores a sua lista original. A compra da Lenfest também significava que os 50% restantes da Garden State Communications seriam automaticamente adquiridos pela empresa.

### Se tornando a maior operadora do país (2001-presente)

Logo proposto em 2001 após a negociação com a AT&T Broadband

Logo da Comcast utilizado de 2000 a 2012 com atualizações mínimas em 2007

Em 2001, a Comcast anunciou que iria adquirir a maior parte das ações da maior operadora de TV a cabo até então, AT&T Broadband, por 44 bilhões de dólares. Foi cogitado que a empresa mudaria seu nome para "AT&T Comcast" mas isso não ocorreu. A junção das empresas ocorreu em 2002 e fez com que a Comcast se tornasse a maior operadora de TV a cabo dos Estados Unidos, adicionando mais de 22 milhões de consumidores a sua lista. Como parte da negociação a Comcast também adquiriu o National Digital Television Center, localizado em Centennial, Colorado. Em 2003, a companhia se tornou uma das investidoras do Golf Channel. No mesmo ano, após o fim do projeto Excite@Home, que levava internet a residências nos EUA, a Comcast começou a prover o serviço independentemente.
No dia 11 de Fevereiro de 2004, foi anunciado que a Comcast iria apresentar uma proposta de compra para a The Walt Disney Company. A empresa iria quitar as dívidas da Disney e adquirir completamente a companhia. Se a negociação fosse um sucesso, a Comcast se tornaria a maior empresa midiática do mundo. Investidores da Disney pressionaram a companhia para que a proposta fosse rejeitada e a oferta foi retirada em Abril. Ao final de 2004, a Comcast vendeu suas ações na QVC para a Liberty Media por 7,9 bilhões de dólares.
No ano seguinte, em parceria com a Sony Pictures Entertainment, a Comcast adquiriu a MGM e a companhia de cinema United Artists. Como resultado da parceria, ambos começaram a produzir mais conteúdos voltados a televisão. Em Dezembro de 2005, a Comcast anunciou a criação da Comcast Interactive Media, com foco no conteúdo online da empresa.
Em Julho de 2006, a empresa comprou a thePlatform, expandindo ainda mais seu portfólio de serviços já que a empresa de Seattle era a criadora de softwares de gerenciamento de internet e mídia.
No dia 3 de Abril de 2007, a Comcast comprou a Patriot Media por 482 milhões de dólares.
Já em Maio de 2007, a empresa anunciou a SmartZone, um grande update em termos de mídia e inteligência artificial. O "dashboard" foi lançado em Setembro de 2008 com ainda mais ferramentas como Antivírus, Proteção contra phishing, Proteção contra spam.
Em 2010, a Comcast ganhou o "prêmio" da Consumerist de Pior Empresa dos EUA. O troféu era conhecido como Golden Poo (Cocô de Ouro) e foi entregue diretamente a empresa. A Comcast respondeu por meio de um comunicado que dizia que a companhia estava em constante trabalho para melhorar seus serviços e atendimento ao consumidor, lançando inclusive o app ETA que permitia ao consumidor verificar em tempo real a localização de técnicos e funcionários caso um reparo fosse necessário.

#### Compra da Adelphia
Em Abril de 2005, junto com a Time Warner Cable, a Comcast decidiu que iria comprar as ações da falida Adelphia Cable. As duas empresas pagaram 17,6 bilhões de dólares no total e as negociações foram finalizadas em 2006 após uma longa investigação da Comissão Federal de Comunicações (FCC em inglês). Após a confirmação da compra, a Time Warner e a Comcast realocaram consumidores e trocaram serviços devido a questões geográficas.

#### NBCUniversal

Logo da NBCUniversal de 2004 a 2011

Logo da NBCUniversal de 2011 até o presente

Em Setembro de 2009, múltiplas fontes reportavam que a Comcast estava preparando uma oferta para comprar a NBCUniversal. A empresa negava todos os rumores enquanto a NBCU não comentava sobre. No dia 1º de Outubro, a CNBC informou que a General Electric estava estudando um "desmonte" da NBCUniversal, fazendo com que a empresa se tornasse 50% propriedade da GE e 50% propriedade da Comcast. Essa negociação já levava em conta o fato de que a Vivendi estaria interessada em vender seus 20% para a GE. A WarnerMedia também foi mencionada em vários artigos da imprensa mas o CEO Jeffrey L. Bewkes negou o interesse da empresa na negociação.
No dia 1º de Dezembro uma primeira proposta foi apresentada. A Comcast adquiriria 51% da NBCUniversal por $6,5bi em dinheiro e $7,3bi em programas. A GE seria a dona dos restantes 49%, comprando por $5,8bi a parte da Vivendi. A venda aconteceu no dia 28 de Janeiro de 2011 após aprovação do governo americano.
Em Dezembro de 2012, a Comcast adicionou o pavão (símbolo da NBC) no logo da empresa. Já no dia 12 de Fevereiro de 2013, a Comcast anunciou que iria fazer uma proposta de compra a GE pelos 49% restantes da NBCUniversal. A compra foi realizada no dia 19 de Março de 2013.

#### Falha na compra da Time Warner Cable
No dia 12 de Fevereiro de 2014, o LA Times informou que a Comcast havia tentado comprar a Time Warner Cable por $45,2bi. No dia seguinte, múltiplas fontes afirmaram que a Time Warner havia aceitado a proposta da Comcast. A junção de ambas as empresas adicionaria cidades como Nova Iorque, Los Angeles, Cleveland, Charlotte e San Diego ao portfólio da Comcast, já que a empresa ainda não possuía serviços nessas áreas. A ideia das duas empresas era de se juntar totalmente ao final de 2014 e ambas elogiaram a negociação.
Após o anúncio da compra, críticos afirmaram que a junção seria prejudicial já que a Comcast teria um poder muito maior em negociações na maioria das áreas em que a empresa operava e iria começar a operar.
Em Abril de 2015, após longa investigação do FCC e envolvimento da Câmara de Representantes dos EUA, Jonathan Salet (conselheiro geral da FCC) afirmou que a compra seria barrada na justiça.

#### Compra da DreamWorks Animation
Em Abril de 2016, a Comcast anunciou que a NBCUniversal iria adquirir a DreamWorks em uma compra no valor de 3,8 bilhões de dólares. A compra foi realizada no dia 22 de Agosto de 2016. A Universal Pictures automaticamente se tornou a nova distribuidora dos filmes produzidos pela DreamWorks, começando por Como Treinar O Seu Dragão 3 em 2019, após o fim do contrato do estúdio de animação com a 20th Century Studios.

#### Serviços de Celular
Em Setembro de 2016, junto com a Verizon Wireless, a empresa lançou sua própria rede de telefonia celular. O serviço só foi disponibilizado em Abril de 2017, sob o nome de Xfinity Mobile.

#### Tentativa de compra da 21st Century Fox
No dia 16 de Novembro de 2017, foi anunciado que a Comcast tentou comprar a 21st Century Fox, logo após a notícia de que a Disney também havia tentado a mesma compra. Assim como a segunda empresa, a Comcast negociou a compra da 20th Century Fox, todos os canais da rede como o FX, National Geographic e os canais regionais da FOX Sports. A compra não incluiria a (conhecida atualmente como) Fox Corporation.
Contudo, em Dezembro de 2017, a Comcast anunciou que desistiria da compra afirmando que a empresa "não tinha o nível de engajamento suficiente para realizar as negociações e fazer uma oferta definitiva". No dia 14 de Dezembro a compra foi realizada pela Disney por 52 bilhões em ações.
No dia 5 de Fevereiro de 2018, a CNBC informou que apesar da compra já ter sido realizada pela Disney, a Comcast ainda tinha esperança de oferecer mais do que os 52 bilhões da primeira empresa, isso porque a Comcast estava de olho na junção AT&T-Time Warner, que acabou sendo barrada pelo governo em Novembro.
Em Maio, foi anunciado que a Comcast iria fazer uma proposta de 60 bilhões de dólares em dinheiro a FOX logo após a junção AT&T-Time Warner (como já citado, foi barrada pelo governo). Dias depois, investidores da FOX começaram a se movimentar a favor da compra pela Comcast, já que a empresa oferecia dinheiro e não ações como a Disney. No dia 13 de Junho, a Comcast oficialmente anunciou a oferta no valor de 65 bilhões de dólares em dinheiro.
No entanto, uma semana depois, tanto a Disney quanto a FOX anunciaram que na compra inicial da primeira empresa, ambas haviam assinado um contrato com certos termos que aumentaram automaticamente a oferta da Disney para 71 bilhões de dólares e a opção para investidores escolherem se preferem receber em dinheiro ou ações. No dia 27 de Junho, após mudança em pequenos detalhes, a oferta/compra da Disney foi aprovada novamente pelo governo americano. No dia seguinte investidores da FOX esticaram em um mês a "cerimônia final" da compra, o que significava que a Comcast teria mais 30 dias para fazer outra oferta.
Em Julho de 2018, após a junção AT&T-Time Warner não ocorrer como previsto, várias fontes informaram que a Comcast iria desistir da FOX de olho na compra da Sky. No dia 19 do mesmo mês, a empresa oficialmente desistiu da compra e parabenizou a Disney e a FOX pela negociação. O CEO da Comcast Brian L. Roberts disse em um comunicado que "parabeniza a família Murdoch e a Disney por criarem companhias tão respeitadas".

#### Aquisição da Sky
No dia 27 de Fevereiro de 2018, a Comcast fez uma oferta de 22 bilhões de libras por 61% da Sky. A 21st Century Fox, dona de 39% da empresa britânica, já havia negado uma outra oferta de 60 bilhões de dólares feita pela Comcast devido ao medo da Disney de uma possível negociação gigante da Comcast involvendo Sky e FOX. O CEO da NBCUniversal Steve Burke disse que a compra da Sky iria dobrar a presença da Comcast nos mercados que tem como idioma principal o inglês.
Em Abril do mesmo ano, o Panel on Takeovers and Mergers, órgão que controla negociações do tipo, anunciou que a Disney tinha 28 dias desde a compra total da FOX para comprar totalmente a Sky ou aceitar a contra-oferta da Comcast.
Em Junho, o governo inglês aprovou a oferta da Comcast, dizendo que o impacto da empresa americana em solo britânico seria mínimo. A Comcast aproveitou e adicionou ao contrato um termo de comprometimento de pelo menos 10 anos com a manutenção das operações da Sky News. Em resposta, a Disney anunciou dias depois que iria adquirir todas as operações da Sky News e aumentar o valor do contrato com a divisão jornalística da Sky de 90 milhões a 100 milhões de libras.
Em Julho, o governo inglês aprovou a oferta da FOX para adquirir a Sky, fazendo com que ambas as empresas americanas pudessem comprar a inglesa. A FOX aumentou sua oferta para 32 bilhões de dólares enquanto a Comcast aumentou para 34 bilhões de dólares.
No dia 22 de Setembro de 2018, a Comcast aumentou ainda mais a sua oferta para 40 bilhões de dólares. Três dias depois, a Comcast finalizou a compra de 30% da Sky. No dia seguinte a FOX vendeu seus 39% da Sky para a Comcast por 15 bilhões de dólares em dinheiro. Em Outubro a Comcast finalizou a compra total da Sky e em Novembro a empresa britânica se tornou uma divisão da Comcast.

#### Aquisição da Xumo
Em Fevereiro de 2020, a Comcast anunciou a compra da Xumo. Segundo especialistas, a NBCUniversal tem planos de adicionar conteúdos originais para a plataforma.

## Divisões e Subsidiárias

### Comcast Cable (Xfinity)
Comcast Cable é uma divisão da Comcast que provém a consumidores TV a Cabo, Internet e Telefone (sob o nome de Xfinity).

### NBCUniversal
Toda a parte televisiva da Comcast é provida pela NBCUniversal.
- NBC
- NBCSN
- Golf Channel
- Comcast SportsNet
- Syfy
- USA Network
- E!
- Oxygen
- Universal Kids
- Bravo
- NHL Network
- Hallmark Channel
- CNBC
- Telemundo
- The Weather Channel
- MSNBC

#### DreamWorks Animation
Desde o dia 22 de Agosto de 2016.

### Sky Group
Desde 2018.

### Comcast Spectacor
Comcast Spectacor é uma subsidiária da Comcast, de esportes e entretenimento.

### Leisure Arts
Leisure Arts é uma subsidiária da Comcast, a Leisure Arts é uma editora e distribuidora americana de publicações "como fazer" e de estilo de vida, incluindo artesanato, bordado, decoração e entretenimento.

### Midco
Midco é uma subsidiária da Comcast, a Comcast tem 49% da empresa, a Midco é um provedor de cabo regional, fornecendo um serviço triple play de televisão a cabo, Internet e serviço de telefone para Dakota do Norte e Dakota do Sul, juntamente com grande parte de Minnesota, e várias comunicações.